# Bargota
Bargota – gmina w Hiszpanii, w Nawarze, o powierzchni 25,32 km². W 2011 roku gmina liczyła 312 mieszkańców.